# Mundial de Clubes FIFA de 2025 – Grupo F
O grupo F da Copa do Mundo de Clubes da FIFA de 2025 foi formado pelo pelo alemão Borussia Dortmund, pelo brasileiro Fluminense, pelo sul-africano Mamelodi Sundowns e pelo sul-coreano Ulsan. Assim como no regulamento da Copa do Mundo da FIFA, as duas primeiras equipes avançam para as oitavas de final, enquanto que os 3º e 4º colocados são eliminados do torneio. Além disso, os dois jogos da última rodada são disputados no mesmo dia e horário. Dessa forma, as duas partidas finais foram realizadas no dia 25 de junho, às 16h (horário de Brasília).
Os auri-negros de Dortmund garantiram a primeira posição do grupo, com 7 pontos conquistados, e o tricolor carioca garantiu o segundo lugar, com 5 pontos conquistados. Os representantes da UEFA e da CONMEBOL no grupo F, portanto, avançaram para a fase final da competição.

## Equipes
| Inscrição | Equipe            | Confederação | Método de qualificação          | Data de qualificação |                      |            |          |                                                 |                       |
| --------- | ----------------- | ------------ | ------------------------------- | -------------------- | -------------------- | ---------- | -------- | ----------------------------------------------- | --------------------- |
| Inscrição | Equipe            | Confederação | Método de qualificação          | Data de qualificação | A1 (cabeça-de-chave) | Fluminense | CONMEBOL | Campeão da Copa Libertadores da América de 2023 | 4 de novembro de 2023 |
| A2        | Borussia Dortmund | UEFA         | Classificação de 4 anos da UEFA | 6 de março de 2024   |                      |            |          |                                                 |                       |
| A3        | Ulsan             | AFC          | Classificação de 4 anos da AFC  | 17 de abril de 2024  |                      |            |          |                                                 |                       |
| A4        | Mamelodi Sundowns | CAF          | Classificação de 4 anos da CAF  | 26 de abril de 2024  |                      |            |          |                                                 |                       |

## Encontros anteriores
- Fluminense x Borussia Dortmund: -
- Ulsan x Mamelodi Sundowns: -
- Fluminense x Ulsan: Fluminense 1 – 0 Ulsan (Jogo amistoso, 1994)[3]
- Mamelodi Sundowns x Borussia Dortmund: -
- Mamelodi Sundowns x Fluminense: -
- Borussia Dortmund x Ulsan: -

## Classificação
| Pos | Equipe            | Pts | J | V | E | D | GP | GC | SG | Classificação ou descenso |
| --- | ----------------- | --- | - | - | - | - | -- | -- | -- | ------------------------- |
| 1   | Borussia Dortmund | 7   | 3 | 2 | 1 | 0 | 5  | 3  | +2 | Oitavas de final          |
| 2   | Fluminense        | 5   | 3 | 1 | 2 | 0 | 4  | 2  | +2 | Oitavas de final          |
| 3   | Mamelodi Sundowns | 4   | 3 | 1 | 1 | 1 | 4  | 4  | 0  |                           |
| 4   | Ulsan             | 0   | 3 | 0 | 0 | 3 | 2  | 6  | −4 |                           |

## Partidas
Todas as partidas seguem o fuso horário UTC-4.

### Fluminense x Borussia Dortmund
| 17 de junho   | Fluminense | 0 – 0            | Borussia Dortmund | MetLife Stadium, East Rutherford             |
| 12:00 (UTC−4) |            | Relatório (FIFA) |                   | Público: 34 736 Árbitro: UZB Ilgiz Tantashev |

| Fluminense | Borussia Dortmund |

| G              | 1  | Fábio              |     |     |
| LD             | 2  | Samuel Xavier      |     |     |
| Z              | 3  | Thiago Silva       |     |     |
| Z              | 22 | Juan Pablo Freytes |     |     |
| LE             | 6  | Renê               |     |     |
| M              | 35 | Hércules           |     |     |
| M              | 16 | Nonato             | 81' | 87' |
| M              | 8  | Matheus Martinelli | 9'  | 76' |
| A              | 21 | Jhon Arias         |     |     |
| A              | 9  | Everaldo           |     | 70' |
| A              | 11 | Agustín Canobbio   |     | 70' |
| Substituições: |    |                    |     |     |
| A              | 14 | Germán Cano        |     | 70' |
| A              | 90 | Kevin Serna        |     | 70' |
| M              | 45 | Lima               |     | 76' |
| A              | 77 | Paulo Baya         |     | 87' |
| Técnico:       |    |                    |     |     |
| Renato Gaúcho  |    |                    |     |     |

| G              | 1  | Gregor Kobel        |       |     |
| Z              | 25 | Niklas Süle         |       |     |
| Z              | 3  | Waldemar Anton      |       |     |
| Z              | 5  | Ramy Bensebaini     | 2'    |     |
| M              | 20 | Julian Ryerson      |       | 87' |
| M              | 20 | Marcel Sabitzer     |       | 77' |
| M              | 13 | Pascal Groß         |       | 59' |
| M              | 24 | Daniel Svensson     |       |     |
| A              | 10 | Julian Brandt       |       | 77' |
| A              | 9  | Serhou Guirassy     |       |     |
| A              | 27 | Karim Adeyemi       |       | 59' |
| Substituições: |    |                     |       |     |
| M              | 77 | Jobe Bellingham     |       | 59' |
| M              | 8  | Felix Nmecha        |       | 59' |
| M              | 43 | Jamie Bynoe-Gittens |       | 77' |
| M              | 17 | Carney Chukwuemeka  |       | 77' |
| M              | 2  | Yan Couto           | 90+4' | 87' |
| Técnico:       |    |                     |       |     |
| Niko Kovač     |    |                     |       |     |

| Homem do Jogo: Jhon Arias Bandeirinhas: Andrey Tsapenko Timur Gaynullin Quarto árbitro: Omar Al Ali Árbitro assistente de vídeo: Shaun Evans Árbitros assistentes de árbitro de vídeo: Mohammed Obaid Khadim Tatiana Guzmán |

### Ulsan x Mamelodi Sundowns
| 17 de junho   | Ulsan | 0 – 1            | Mamelodi Sundowns | Inter&Co Stadium, Orlando                  |
| 18:00 (UTC−4) |       | Relatório (FIFA) | Rayners 36'       | Público: 3 412 Árbitro: FRA Clément Turpin |

| Ulsan | Mamelodi Sundowns |

| G              | 21 | Jo Hyeon-woo     |     |     |
| LD             | 66 | Miłosz Trojak    |     |     |
| Z              | 4  | Seo Myung-guan   |     | 80' |
| Z              | 19 | Kim Young-gwon   |     |     |
| LE             | 17 | Gustav Ludwigson |     |     |
| M              | 27 | Lee Chung-yong   |     | 64' |
| M              | 5  | Jung Woo-young   |     | 73' |
| M              | 6  | Darijan Bojanić  | 55' | 73' |
| M              | 7  | Ko Seung-beom    |     |     |
| A              | 11 | Um Won-sang      |     |     |
| A              | 97 | Erick Farias     |     |     |
| Substituições: |    |                  |     |     |
| M              | 36 | Matías Lacava    |     | 64' |
| M              | 16 | Lee Hui-gyun     |     | 73' |
| M              | 14 | Lee Jin-hyun     |     | 73' |
| Z              | 13 | Kang Sang-woo    |     | 80' |
| Treinador:     |    |                  |     |     |
| Kim Pan-gon    |    |                  |     |     |

| G              | 30 | Ronwen Williams     |     |     |
| LD             | 25 | Khuliso Mudau       |     |     |
| Z              | 20 | Grant Kekana        |     |     |
| Z              | 24 | Keanu Cupido        |     | 85' |
| LE             | 29 | Divine Lunga        |     |     |
| M              | 11 | Marcelo Allende     |     |     |
| M              | 4  | Teboho Mokoena      | 86' |     |
| M              | 10 | Lucas Ribeiro Costa |     | 85' |
| M              | 9  | Arthur Sales        |     | 65' |
| M              | 18 | Themba Zwane        |     | 76' |
| A              | 13 | Iqraam Rayners      |     | 76' |
| Substituições: |    |                     |     |     |
| A              | 17 | Tashreeq Matthews   |     | 65' |
| A              | 35 | Lebo Mothiba        |     | 76' |
| M              | 15 | Bathusi Aubaas      |     | 76' |
| M              | 8  | Jayden Adams        |     | 85' |
| Z              | 34 | Mothobi Mvala       |     | 85' |
| Treinador:     |    |                     |     |     |
| Miguel Cardoso |    |                     |     |     |

| Homem do Jogo: Iqraam Rayners Bandeirinhas: Nicolas Danos Benjamin Pagès Quarto árbitro: Slavko Vinčić Árbitro assistente de vídeo: Jérôme Brisard Árbitros assistentes de árbitro de vídeo: Marco Di Bello Khamis Al-Marri |

### Mamelodi Sundowns x Borussia Dortmund
| 21 de junho   | Mamelodi Sundowns                             | 3 – 4            | Borussia Dortmund                                                  | TQL Stadium, Cincinnati                           |
| 12:00 (UTC−4) | Lucas Ribeiro 11' · Rayners 62' · Mothiba 90' | Relatório (FIFA) | Nmecha 16' · Guirassy 34' · Jobe Bellingham 45' · Mudau 59' (g.c.) | Público: 14 006 Árbitro: PAR Juan Gabriel Benítez |

| Mamelodi Sundowns | Borussia Dortmund |

| G              | 30 | Ronwen Williams   |       |     |
| LD             | 25 | Khuliso Mudau     |       |     |
| Z              | 24 | Keanu Cupido      |       |     |
| Z              | 20 | Grant Kekana      |       |     |
| LE             | 29 | Divine Lunga      |       |     |
| M              | 11 | Marcelo Allende   | 90+5' |     |
| M              | 4  | Teboho Mokoena    |       | 69' |
| M              | 10 | Lucas Ribeiro     |       | 69' |
| M              | 18 | Themba Zwane      |       | 86' |
| M              | 17 | Tashreeq Matthews | 66'   | 69' |
| A              | 13 | Iqraam Rayners    |       | 77' |
| Substituições: |    |                   |       |     |
| A              | 10 | Arthur Sales      |       | 69' |
| M              | 44 | Jayden Adams      |       | 69' |
| Z              | 27 | Thapelo Morena    |       | 69' |
| A              | 8  | Lebo Mothiba      |       | 77' |
| A              | 43 | Kutlwano Letlhaku |       | 86' |
| Treinador:     |    |                   |       |     |
| Miguel Cardoso |    |                   |       |     |

| G              | 1  | Gregor Kobel       |     |       |
| Z              | 25 | Niklas Süle        |     | 83'   |
| Z              | 3  | Waldemar Anton     |     |       |
| Z              | 5  | Ramy Bensebaini    |     |       |
| M              | 2  | Yan Couto          |     |       |
| M              | 8  | Felix Nmecha       |     | 62'   |
| M              | 13 | Pascal Groß        |     |       |
| M              | 24 | Daniel Svensson    |     |       |
| A              | 10 | Julian Brandt      |     | 62'   |
| A              | 9  | Serhou Guirassy    |     | 90+2' |
| A              | 77 | Jobe Bellingham    |     | 83'   |
| Substituições: |    |                    |     |       |
| M              | 17 | Carney Chukwuemeka | 64' | 62'   |
| M              | 20 | Marcel Sabitzer    |     | 62'   |
| Z              | 26 | Julian Ryerson     |     | 83'   |
| A              | 14 | Maximilian Beier   | 85' | 83'   |
| A              | 27 | Karim Adeyemi      |     | 90+2' |
| Treinador:     |    |                    |     |       |
| Niko Kovač     |    |                    |     |       |

| Homem do Jogo: Jobe Bellingham Bandeirinhas: Eduardo Cardozo Milcíades Saldívar Quarto árbitro: Clément Turpin Árbitro assistente de vídeo: Leodán González Árbitros assistentes de árbitro de vídeo Nicolás Gallo Armando Villareal |

### Fluminense x Ulsan
| 21 de junho   | Fluminense                                           | 4 – 2            | Ulsan                                | MetLife Stadium, East Rutherford            |
| 18:00 (UTC−4) | J. Arias 27' · Nonato 65' · Freytes 83' · Keno 90+2' | Relatório (FIFA) | Lee Jin-hyun 37' · Um Won-sang 45+3' | Público: 29 321 Árbitro: ENG Michael Oliver |

| Fluminense | Ulsan |

| G              | 1  | Fábio              |       |     |
| LD             | 23 | Guga               |       | 85' |
| Z              | 3  | Thiago Silva       |       |     |
| Z              | 22 | Juan Pablo Freytes |       |     |
| LE             | 12 | Gabriel Fuentes    |       |     |
| M              | 35 | Hércules           |       |     |
| M              | 8  | Matheus Martinelli |       | 59' |
| M              | 21 | Jhon Arias         |       |     |
| M              | 10 | Ganso              |       | 46' |
| M              | 90 | Kevin Serna        |       | 59' |
| A              | 14 | Germán Cano        |       | 85' |
| Substituições: |    |                    |       |     |
| A              | 9  | Everaldo           |       | 46' |
| M              | 16 | Nonato             |       | 59' |
| A              | 11 | Keno               | 90+4' | 59' |
| Z              | 2  | Samuel Xavier      |       | 85' |
| M              | 5  | Facundo Bernal     |       | 85' |
| Treinador:     |    |                    |       |     |
| Renato Gaúcho  |    |                    |       |     |

| G              | 21 | Jo Hyeon-woo     |  |     |
| Z              | 66 | Miłosz Trojak    |  |     |
| Z              | 19 | Kim Young-gwon   |  |     |
| Z              | 28 | Lee Jae-ik       |  | 84' |
| M              | 13 | Kang Sang-woo    |  | 63' |
| M              | 17 | Gustav Ludwigson |  |     |
| M              | 14 | Lee Jin-hyun     |  |     |
| M              | 6  | Darijan Bojanić  |  | 84' |
| M              | 7  | Ko Seung-beom    |  | 84' |
| A              | 11 | Um Won-sang      |  | 74' |
| A              | 97 | Erick Farias     |  |     |
| Substituições: |    |                  |  |     |
| Z              | 96 | Choi Seok-hyun   |  | 63' |
| M              | 36 | Matías Lacava    |  | 74' |
| M              | 5  | Jung Woo-young   |  | 84' |
| A              | 18 | Heo Yool         |  | 84' |
| M              | 27 | Lee Chung-yong   |  | 84' |
| Treinador:     |    |                  |  |     |
| Kim Pan-gon    |    |                  |  |     |

| Homem do Jogo: Jhon Arias Bandeirinhas: Stuart Burt James Mainwaring Quarto árbitro: Omar Al Ali Árbitro assistente de vídeo: Alejandro Hernández Hernández Árbitros assistentes de árbitro de vídeo Ivan Bebek Mohammed Obaid Khadim |

### Mamelodi Sundowns x Fluminense
| 25 de junho   | Mamelodi Sundowns | 0 – 0            | Fluminense | Hard Rock Stadium, Miami Gardens            |
| 15:00 (UTC−4) |                   | Relatório (FIFA) |            | Público: 14 312 Árbitro: ENG Anthony Taylor |

| Mamelodi Sundowns | Fluminense |

| G              | 30 | Ronwen Williams     |       |     |
| LD             | 25 | Khuliso Mudau       |       |     |
| Z              | 24 | Keanu Cupido        |       | 60' |
| Z              | 20 | Grant Kekana        |       |     |
| LE             | 29 | Divine Lunga        |       |     |
| M              | 4  | Teboho Mokoena      | 10'   | 46' |
| M              | 11 | Marcelo Allende     |       |     |
| A              | 10 | Lucas Ribeiro Costa |       | 77' |
| M              | 18 | Themba Zwane        |       | 85' |
| A              | 17 | Tashreeq Matthews   |       | 60' |
| A              | 13 | Iqraam Rayners      |       |     |
| Substituições: |    |                     |       |     |
| M              | 8  | Jayden Adams        |       | 46' |
| Z              | 5  | Mosa Lebusa         |       | 60' |
| A              | 9  | Arthur Sales        |       | 60' |
| A              | 38 | Peter Shalulile     |       | 77' |
| A              | 16 | Kutlwano Letlhaku   | 90+6' | 85' |
| Treinador:     |    |                     |       |     |
| Miguel Cardoso |    |                     |       |     |

| G                           | 1  | Fábio              |       |     |
| LD                          | 2  | Samuel Xavier      |       |     |
| Z                           | 4  | Ignácio            |       |     |
| Z                           | 22 | Juan Pablo Freytes |       |     |
| LE                          | 6  | Renê               | 90+5' |     |
| M                           | 35 | Hércules           |       | 67' |
| M                           | 16 | Nonato             |       | 86' |
| M                           | 8  | Matheus Martinelli |       | 77' |
| A                           | 21 | Jhon Arias         | 88'   |     |
| A                           | 14 | Germán Cano        |       | 86' |
| A                           | 17 | Agustín Canobbio   |       | 67' |
| Substituições:              |    |                    |       |     |
| A                           | 11 | Keno               |       | 67' |
| M                           | 5  | Facundo Bernal     | 89'   | 67' |
| M                           | 45 | Lima               |       | 77' |
| Z                           | 29 | Thiago Santos      |       | 86' |
| A                           | 9  | Everaldo           |       | 86' |
| Outras ações disciplinares: |    |                    |       |     |
| ET                          | —  | Fábio Fernandes    | 88'   |     |
| Treinador:                  |    |                    |       |     |
| Renato Gaúcho               |    |                    |       |     |

| Homem do Jogo: Ignácio Bandeirinhas: Gary Beswick Adam Nunn Quarto árbitro: Iván Barton Árbitro assistente de vídeo: Marco Di Bello Árbitros assistentes de árbitro de vídeo: Alejandro Hernández Hernández Rob Dieperink |

### Borussia Dortmund x Ulsan
| 25 de junho   | Borussia Dortmund | 1 – 0            | Ulsan | TQL Stadium, Cincinnati                |
| 15:00 (UTC−4) | Svensson 36'      | Relatório (FIFA) |       | Público: 8 239 Árbitro: USA Tori Penso |

| Borussia Dortmund | Ulsan |

| G              | 1  | Gregor Kobel       |     |     |
| Z              | 2  | Yan Couto          |     |     |
| Z              | 3  | Waldemar Anton     |     |     |
| Z              | 5  | Ramy Bensebaini    |     |     |
| M              | 26 | Julian Ryerson     |     |     |
| M              | 8  | Felix Nmecha       | 53' | 58' |
| M              | 13 | Pascal Groß        |     | 78' |
| M              | 24 | Daniel Svensson    |     |     |
| A              | 77 | Jobe Bellingham    | 28' | 58' |
| A              | 9  | Serhou Guirassy    |     | 78' |
| A              | 27 | Karim Adeyemi      |     | 58' |
| Substituições: |    |                    |     |     |
| A              | 16 | Julien Duranville  |     | 58' |
| A              | 14 | Maximilian Beier   |     | 58' |
| A              | 10 | Julian Brandt      |     | 58' |
| A              | 7  | Giovanni Reyna     |     | 78' |
| M              | 17 | Carney Chukwuemeka |     | 78' |
| Treinador:     |    |                    |     |     |
| Niko Kovač     |    |                    |     |     |

| G              | 21 | Jo Hyeon-woo     |     |     |
| LD             | 13 | Kang Sang-woo    | 54' |     |
| Z              | 66 | Miłosz Trojak    |     | 86' |
| Z              | 19 | Kim Young-gwon   |     |     |
| LE             | 28 | Lee Jae-ik       |     |     |
| M              | 6  | Darijan Bojanić  |     | 80' |
| M              | 22 | Kim Min-hyeok    | 17' | 46' |
| M              | 14 | Lee Jin-hyun     |     |     |
| A              | 36 | Matías Lacava    |     | 46' |
| A              | 97 | Erick Farias     |     | 80' |
| A              | 17 | Gustav Ludwigson |     |     |
| Substituições: |    |                  |     |     |
| M              | 7  | Ko Seung-beom    |     | 46' |
| Z              | 26 | Park Min-seo     |     | 46' |
| M              | 27 | Lee Chung-yong   |     | 80' |
| M              | 16 | Lee Hui-gyun     |     | 80' |
| A              | 18 | Heo Yool         |     | 86' |
| Treinador:     |    |                  |     |     |
| Kim Pan-gon    |    |                  |     |     |

| Homem do Jogo: Daniel Svensson Bandeirinhas: Brooke Mayo Kathryn Nesbitt Quarto árbitro: Omar Al Ali Árbitro assistente de vídeo: Erick Miranda Árbitros assistentes de árbitro de vídeo: Guillermo Pacheco Juan Lara |

## Disciplina
Os pontos de fair play serão usados como critério de desempate se os registros gerais e de confronto direto das equipes estiverem empatados. Estes são calculados com base nos cartões amarelos e vermelhos recebidos em todas as partidas do grupo da seguinte forma:
- primeiro cartão amarelo: menos 1 ponto
- cartão vermelho indireto (segundo cartão amarelo): menos 3 pontos
- cartão vermelho direto: menos 4 pontos
- cartão amarelo e cartão vermelho direto: menos 5 pontos

Apenas uma das deduções acima pode ser aplicada a um jogador em uma única partida.
| Time              | Jogo 1                        | Jogo 1                            | Jogo 1  | Jogo 1               | Jogo 2                        | Jogo 2                            | Jogo 2  | Jogo 2               | Jogo 3                        | Jogo 3                            | Jogo 3  | Jogo 3               | Pontos |
| Time              | Penalizado com cartão amarelo | Penalizado · Penalizado · Expulso | Expulso | Penalizado · Expulso | Penalizado com cartão amarelo | Penalizado · Penalizado · Expulso | Expulso | Penalizado · Expulso | Penalizado com cartão amarelo | Penalizado · Penalizado · Expulso | Expulso | Penalizado · Expulso | Pontos |
| ----------------- | ----------------------------- | --------------------------------- | ------- | -------------------- | ----------------------------- | --------------------------------- | ------- | -------------------- | ----------------------------- | --------------------------------- | ------- | -------------------- | ------ |
| Fluminense        | 2                             |                                   |         |                      | 1                             |                                   |         |                      | 4                             |                                   |         |                      | -7     |
| Borussia Dortmund | 2                             |                                   |         |                      | 2                             |                                   |         |                      | 2                             |                                   |         |                      | -6     |
| Ulsan             | 1                             |                                   |         |                      | 0                             |                                   |         |                      | 2                             |                                   |         |                      | -3     |
| Mamelodi Sundowns | 1                             |                                   |         |                      | 2                             |                                   |         |                      | 2                             |                                   |         |                      | -5     |

## Desempenho na fase final
Nas oitavas de final, o Borussia enfrentou o Monterrey e venceu a equipe mexicana por 2 a 1. Já nas quartas, o time de Dortmund encarou o Real Madrid, mas foi superado pelo clube espanhol por 3 a 2 e acabou sendo eliminado da competição.
O Fluminense, por sua vez, enfrentou a Internazionale nas oitavas de final. O tricolor carioca superou os italianos e, ao vencer a equipe de Milão por 2 a 0, se classificou para as quartas de final. Já nas quartas, o Fluminense encarou o forte elenco do Al-Hilal. Em um jogo muito disputado, o Flu venceu a equipe saudita por 2 a 1 e se classificou para as semifinais do torneio. Tendo alcançado esse grande feito, o Fluminense passou a integrar o seleto grupo dos 4 melhores times da 1ª edição da Copa do Mundo de Clubes da FIFA, sendo não apenas o único representante do Brasil e da América do Sul na competição, mas também o único clube não europeu que estava na disputa pelo título. Na semifinal, o Flu encarou o Chelsea, mas foi superado pelo time inglês pelo placar de 2 a 0. Vale ressaltar que o Chelsea consagrou-se como o grande campeão mundial ao vencer a final contra o PSG.